# Ранняя слава (фильм)
«Ранняя слава» (англ. Morning Glory) — американский драматический фильм режиссёра Лоуэлла Шермана 1933 года. Кэтрин Хепберн выиграла свою первую премию «Оскар» за лучшую женскую роль в этом фильме.

## Сюжет
Ева Лавлейс, которая желает стать актрисой, приехала в Нью-Йорк из маленького городка в штате Вермонт, имея при себе лишь письмо от Бернарда Шоу, в котором он предсказывает ей большое будущее. Она пытается попасть на нью-йоркскую сцену театра и при этом настроена решительно и оптимистично.

## В ролях
- Кэтрин Хепбёрн — Ева Лавлейс
- Дуглас Фэрбенкс-младший — Джозеф Шеридан
- Мэри Дункан — Рита Вернон
- Дженива Митчелл — Гвендолин Холл
- Хелен Уейр — Нелли Наварре
- Адольф Менжу — Луис Истон
- Си Обри Смит — Роберт Гарлей
- Дон Альварадо — Пепи Велец
- Фред Сантли — Уилл Сеймур
- Ричард Карл — Генри Лоуренс
- Билли Блэтчер — актёр (в титрах не указан)